# Wahlenbergia preissii
Wahlenbergia preissii là loài thực vật có hoa trong họ Hoa chuông. Loài này được de Vriese miêu tả khoa học đầu tiên năm 1848.